# Waldschänke Lößnig

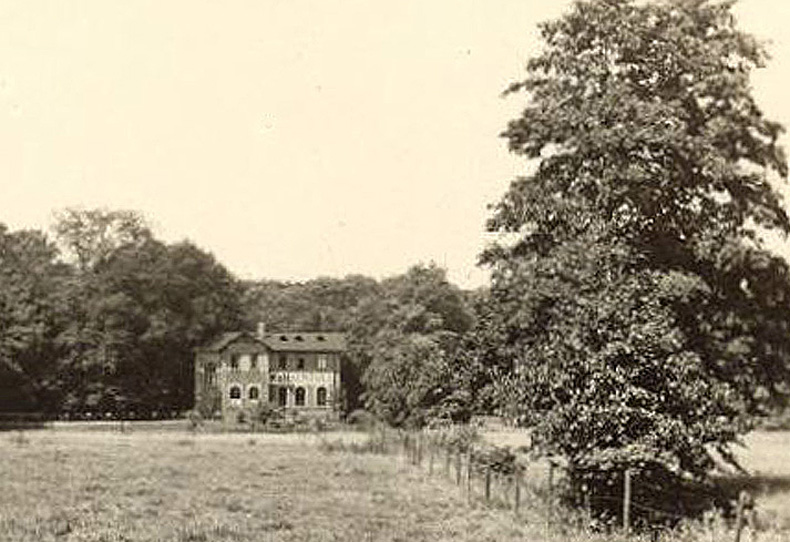
Die Waldschänke von der Raschwitzer Straße aus

Die Waldschänke Lößnig war ein beliebtes Ausflugslokal im südlichen Leipziger Auenwald.

## Lage
Die Waldschänke lag auf Lößniger Flur in der Nähe der Überführung der Bahnlinie Leipzig-Hof auf einem Viadukt über die Pleiße. Sie war von Lößnig aus über die Raschwitzer Straße zu erreichen oder von Connewitz aus vorbei am Waldbad Connewitz und durch das Viadukt.

## Geschichte
Die Waldschänke war um das Jahr 1880 erbaut worden. Sie umfasste zwei Gebäude und einen separaten Tanzsaal sowie im Sommer Freisitze unter den Waldbäumen. Die Gebäude waren zum Schutz gegen häufige Hochwasser auf Ziegelpfeilern von einem Meter Höhe gebaut worden und deshalb nur über Treppen zu erreichen. Ihre Blütezeit reichte bis zum Beginn des Zweiten Weltkriegs.
Während des Krieges diente die Gaststätte als Lager für ausländische Zwangsarbeiter der Junkers Flugzeug- und Motorenwerke AG. Auch noch während des Krieges wurde der Saalbau zerstört.
Nach dem Zweiten Weltkrieg war die Gaststätte zwar wieder geöffnet, erreichte aber nie mehr ihre frühere Beliebtheit.  Schließlich musste sie dem Bau der neuen vierspurigen Trasse der Fernverkehrsstraße 2 (heute Bundesstraße 2) zu Anfang der 1970er Jahre weichen und wurde abgerissen.
Postkarten von der Waldschänke zwischen 1899 und 1910

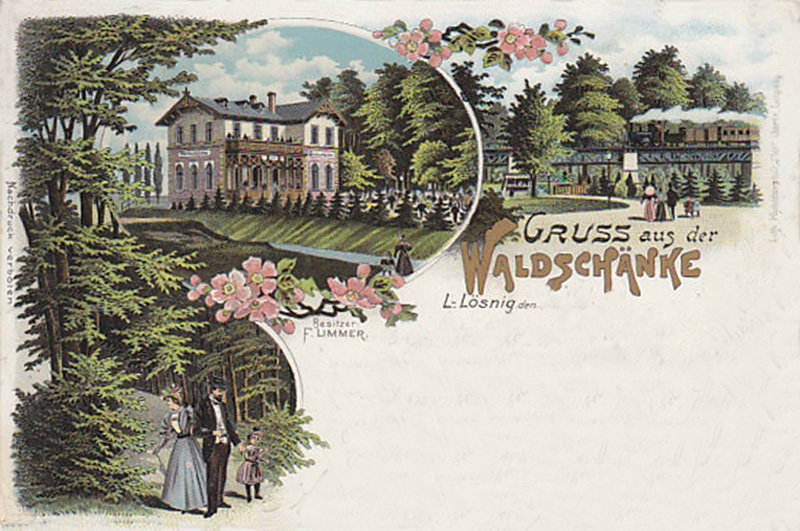
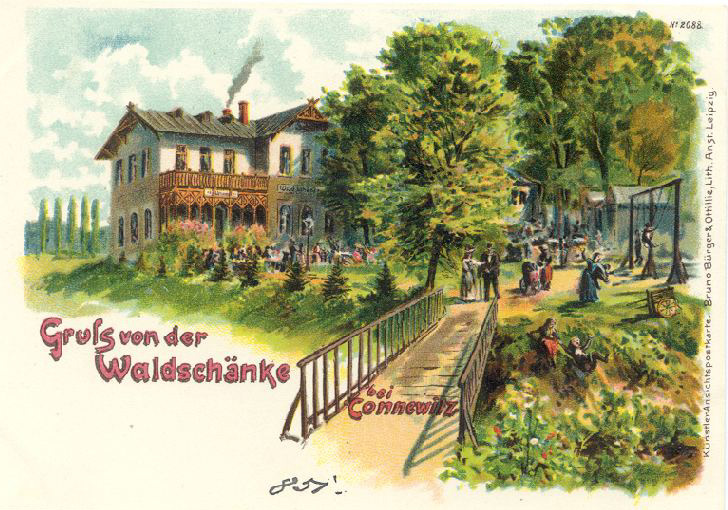